# هاني سعيد (لاعب كرة قدم مواليد 1983)
هاني سعيد (23 يونيو 1983-) هو لاعب كرة قدم مدافع مصري يلعب لنادي جمهورية شبين. لعب لنادي مزارع دينا، كما لعب لنادي حرس الحدود من 2005 حتى 2010، وأنتقل لنادي المصري موسم 2010-11، وأنتقل لنادي الزمالك موسم الانتقالات الصيفية 2011. و منه إلي الاتحاد السكندري، ثم انتقل لنادي الداخلية صيف 2016 في صفقة انتقال حر.

## ألقاب
مع حرس الحدود 
- كأس مصر (2): 2009، 2010
- كأس السوبر المصري (1) : 2009

 مع الزمالك 
- كأس مصر (1): 2014

## وصلات خارجية
- هاني سعيد (لاعب كرة قدم مواليد 1983) على موقع قاعدة بيانات كرة القدم.إي يو (الإنجليزية)